# Ciutadella
Ciutadella de Menorca (tên chính thức) hay chỉ là Ciutadella (thông dụng) (Tiếng Tây Ban Nha: Ciudadela) là một đô thị trên đảo Menorca, thuộc quần đảo Baleares, Tây Ban Nha.

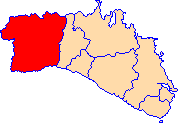
Ciudadella, Minorca

## Dân số
Ciutadella de Menorca có dân số là 28.017 người và diện tích là 186 km² (mật độ: 150 người/km²).